# アユブ・ブリエフ
アユブ・ブリエフ（Ayub Bliev　1997年6月2日- ）はロシア出身の柔道選手。階級は60kg級。

## 経歴
2014年のヨーロッパカデ55㎏級で2位になると、2015年のヨーロッパジュニアでも2位だった。2017年の世界ジュニア60㎏級では5位だった。2025年のグランドスラム・タシケントでIJFワールド柔道ツアー初優勝を飾った。さらにヨーロッパ選手権で2位になると、IJF名義で出場した世界選手権で3位となった。
IJF世界ランキングは3730ポイント獲得で4位(25/6/2現在)。

## 主な戦績
- 2014年 - ヨーロッパカデ　2位(55㎏級)
- 2015年 - ヨーロッパジュニア　2位(55㎏級)
- 2017年 - 世界ジュニア　5位
- 2023年 - グランドスラム・アブダビ　3位
- 2024年 - グランドスラム・東京　3位
- 2025年 - グランドスラム・タシケント　優勝
- 2025年 - ヨーロッパ選手権　2位
- 2025年 - 世界選手権　3位

(出典、JudoInside.com)